# 塔拉西夫卡 (米羅諾夫卡區)
49°49′50″N 31°0′8″E / 49.83056°N 31.00222°E
塔拉西夫卡（烏克蘭語：Тарасівка）是位於烏克蘭北部的村莊，由基辅州奧布希夫區的米羅尼夫卡市鎮負責管轄。該村始建於1600年，面積3.8平方公里，海拔高度165米，2001年人口45，人口密度每平方公里11.8人。